# Sjemenska vrpca
Sjemenska vrpca ili sjemenski snop (lat. funiculus spermaticus) je u anatomiji muškog spolnog sustava, parna tvorba koja izgleda poput vrpce, a čine je sjemenovod s okolnim tkivima, koja se proteže od trbuha (točnije od preponskog kanala) do svakog sjemenika.
Sjemenska vrpca sadrži:
- arterije: sjemenična arterija (lat. arteria testicularis), lat. arteria cremasterica, sjemenovodna arterija (lat. arteria ductus deferentis)
- živci: ogranci koji daju inervaciju za lat. m. cremaster (lat. ramus genitalis, ogranak spolnobedrenog živca - lat. nervus genitofemoralis), simpatički živci
- sjemenovod
- lat. plexus pampiniformis (venski splet)
- limfne žile
- ostaci lat. processus vaginalis

Sjemenski vrpcu omataju tri sloja tkiva koji nastaju od trbušnih mišića i fascija tijekom spuštanja sjemenika (lat. descensus testis): 
- lat. fascia spermatica interna, potječe od trbušne, poprečene fascije lat. fascia transversalis,
- lat. musculus cremaster, mišićna ovojnica i njegova fascija lat. fascia cremasterica, potječe od unutarnjeg kosog trbušnog mišića i poprečnog trbušnog mišića
- lat. fascia spermatica externa, potječe od fascije vanjskog kosog trbušnog mišića.